# Josep Julià i Ribas
Josep Julià i Ribas (Barcelona, 6 d'octubre de 1895 - Barcelona, 15 d'octubre de 1973) va ser un jugador de futbol que ocupava la posició d'interior dretà, i l'anomenaven la Bertini.

## Trajectòria
Es va iniciar al FC Català, Centre d'Esports de Sants i al FC Badalona, fins que passà a jugar a la primera categoria amb el RCD Espanyol durant la temporada 1918-1919. Poc després jugà amb el FC Barcelona les temporades 1919-1920 i 1920-1921. Va ser campió de Catalunya amb el CE Europa la temporada 1922-1923 després d'un partit de desempat el 21 de març 1923 al camp de Vista Alegre (Girona) contra el FC Barcelona.
Va acabar la seva carrera futbolística l'any 1924 de forma abrupta: jugant amb el CE Europa un partit contra el FC Barcelona, va provocar la suspensió del partit en el minut 38 de la primera part en ser expulsat i negar-se a abandonar el camp. Fou castigat amb un any de suspensió juntament amb el capità del CE Europa Pelaó, i es multà amb 1000 pessetes el CE Europa. Aquesta circumstància va originar una assemblea general del CE Europa on s'acordà separar-se de la Federació Catalana de Futbol.

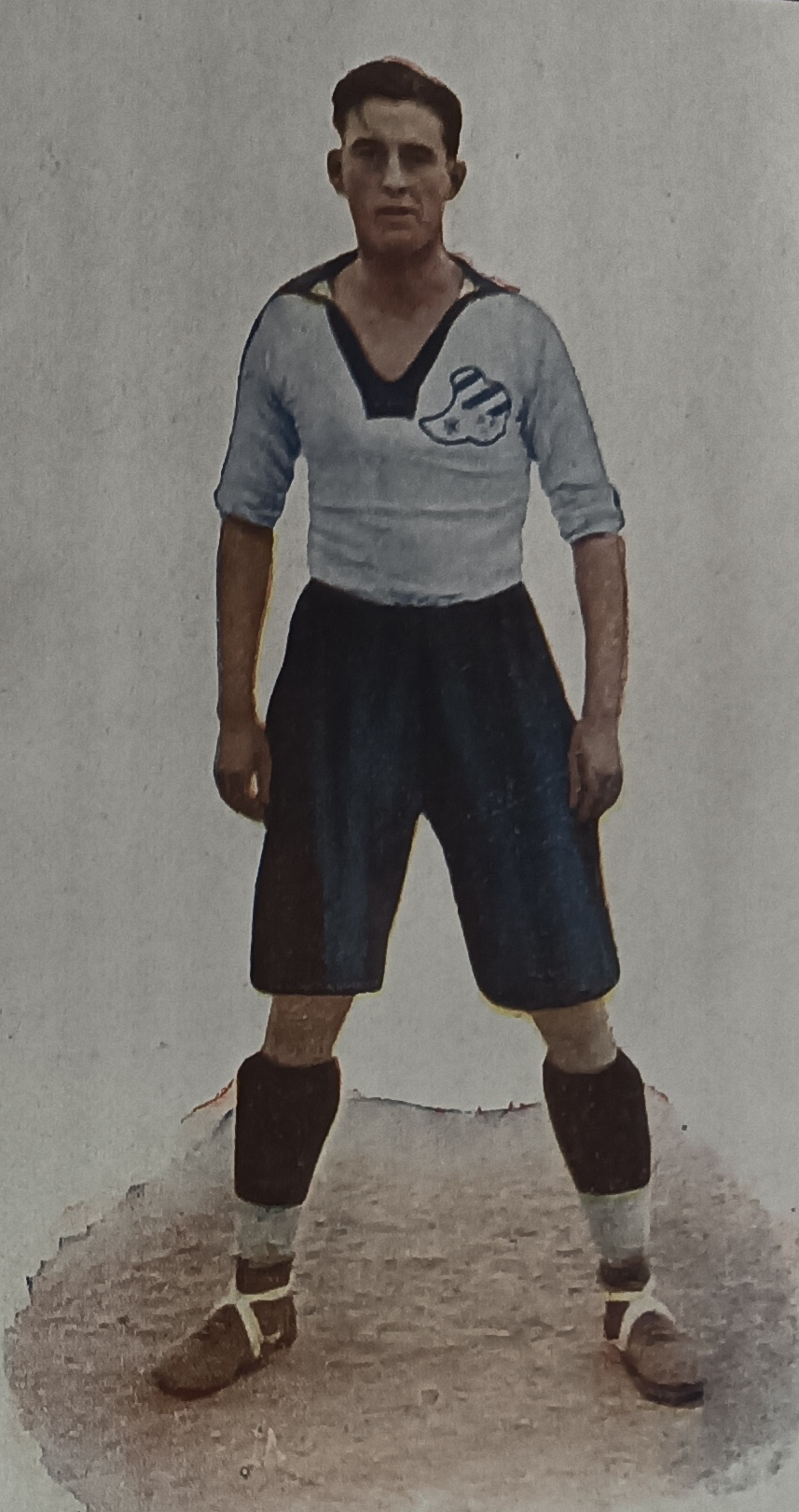
Cromo de Josep Julià.